# Thise
Thise est une commune française située dans le département du Doubs, la région culturelle et historique de Franche-Comté et la région administrative Bourgogne-Franche-Comté. La commune compte 3 000 habitants, qui se nomment les Thisiens.
Thise fait partie de Grand Besançon Métropole avec 67 autres communes.

## Géographie

### Localisation
Dans la vallée du Doubs, en amont de Besançon, une vaste plaine s'est formée entre les avant-monts bisontins. La commune de Thise qui se situe à 6 km au sud-ouest, s'étend de la rive droite du Doubs (avec une vaste plaine alluviale inondable) au plateau calcaire de la forêt de Chailluz.

### Transports et voies de communication
Le village de Thise est desservi par les lignes  25  71  72  du réseau Ginko. La commune est traversée par la N 83 (de Besançon à Belfort).

### Climat
Pour des articles plus généraux, voir Climat de la Bourgogne-Franche-Comté et Climat du Doubs.
En 2010, le climat de la commune est de type climat de montagne, selon une étude du Centre national de la recherche scientifique s'appuyant sur une série de données couvrant la période 1971-2000. En 2020, Météo-France publie une typologie des climats de la France métropolitaine dans laquelle la commune est exposée à un climat semi-continental et est dans la région climatique  Jura, caractérisée par une forte pluviométrie en toutes saisons (1 000 à 1 500 mm/an), des hivers rigoureux et un ensoleillement médiocre. 
Pour la période 1971-2000, la température annuelle moyenne est de 11 °C, avec une amplitude thermique annuelle de 17,7 °C. Le cumul annuel moyen de précipitations est de 1 180 mm, avec 13 jours de précipitations en janvier et 9,6 jours en juillet. Pour la période 1991-2020, la température moyenne annuelle observée sur la station météorologique de Météo-France la plus proche, « Besançon », sur la commune de Besançon à 6 km à vol d'oiseau, est de 11,4 °C et le cumul annuel moyen de précipitations est de 1 157,0 mm. 
La température maximale relevée sur cette station est de 40,3 °C, atteinte le 28 juillet 1921 ; la température minimale est de −20,7 °C, atteinte le 9 janvier 1985,,. 
Les paramètres climatiques de la commune ont été estimés pour le milieu du siècle (2041-2070) selon différents scénarios d'émission de gaz à effet de serre à partir des nouvelles projections climatiques de référence DRIAS-2020. Ils sont consultables sur un site dédié publié par Météo-France en novembre 2022.

## Urbanisme

### Typologie
Au 1er janvier 2024, Thise est catégorisée bourg rural, selon la nouvelle grille communale de densité à 7 niveaux définie par l'Insee en 2022.
Elle appartient à l'unité urbaine de Besançon, une agglomération intra-départementale dont elle est une commune de la banlieue,. Par ailleurs la commune fait partie de l'aire d'attraction de Besançon, dont elle est une commune de la couronne,. Cette aire, qui regroupe 310 communes, est catégorisée dans les aires de 200 000 à moins de 700 000 habitants,.

### Occupation des sols
L'occupation des sols de la commune, telle qu'elle ressort de la base de données européenne d’occupation biophysique des sols Corine Land Cover (CLC), est marquée par l'importance des forêts et milieux semi-naturels (43,2 % en 2018), en diminution par rapport à 1990 (45,7 %). La répartition détaillée en 2018 est la suivante : 
forêts (40,4 %), zones agricoles hétérogènes (20,8 %), zones urbanisées (18,1 %), espaces verts artificialisés, non agricoles (8,5 %), zones industrielles ou commerciales et réseaux de communication (5 %), milieux à végétation arbustive et/ou herbacée (2,8 %), prairies (2,5 %), terres arables (1,8 %). L'évolution de l’occupation des sols de la commune et de ses infrastructures peut être observée sur les différentes représentations cartographiques du territoire : la carte de Cassini (XVIIIe siècle), la carte d'état-major (1820-1866) et les cartes ou photos aériennes de l'IGN pour la période actuelle (1950 à aujourd'hui).

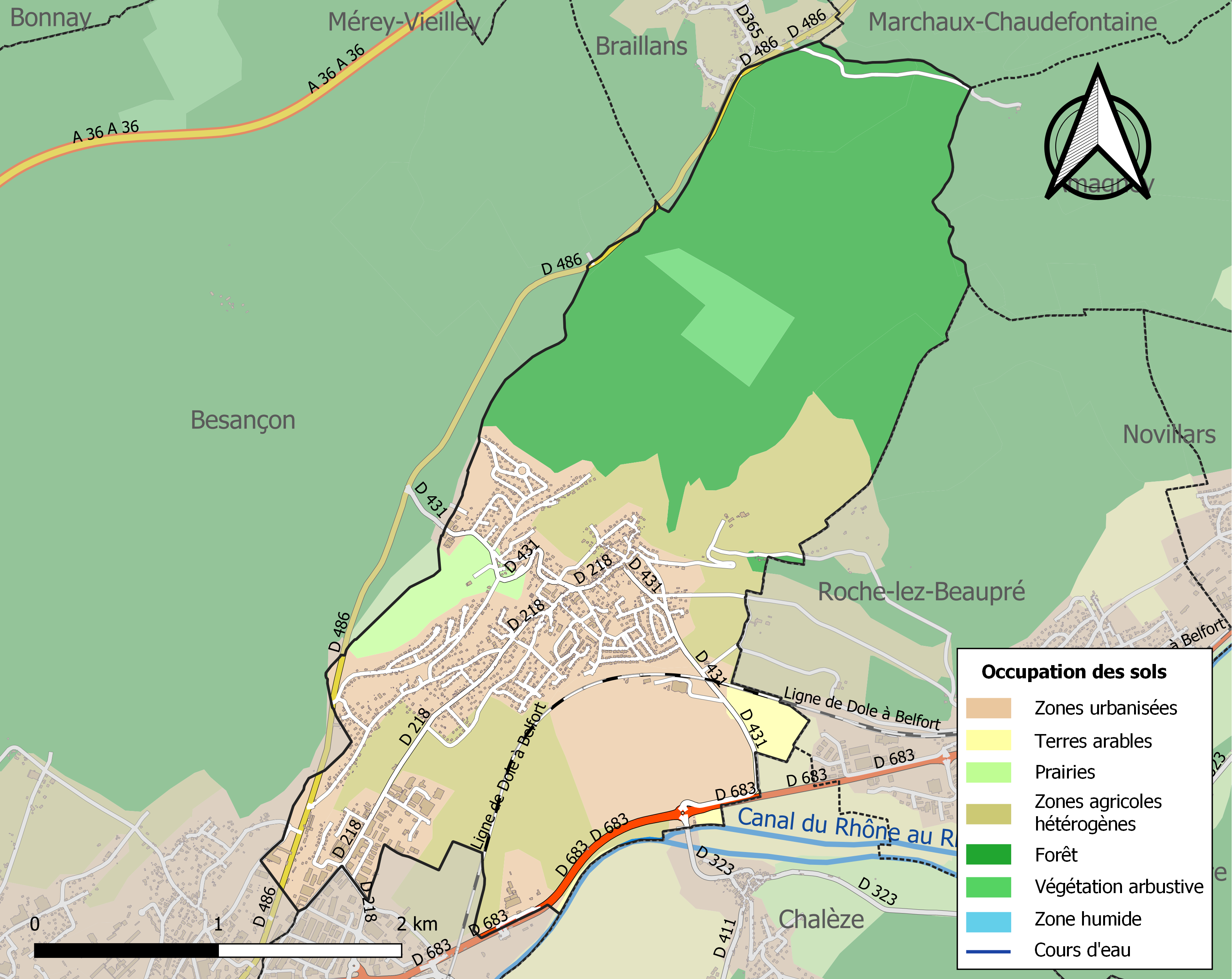
Carte des infrastructures et de l'occupation des sols de la commune en 2018 (CLC).

## Toponymie
Tysia vers 1090 ; in villa Thisia en 1097 ; Tysia en 1135 ; Tisia en 1160 ; Tisse en 1200 ; Tysia en 1233 ; Thise en 1247 ; Thyse en 1281 ; Tise en 1309 ; Tize en 1486 ; Thise depuis 1652.

## Histoire
Les premières traces de peuplement connues remontent au Paléolithique moyen. Une fouille archéologique (1986) a découvert la présence d'une station préhistorique datant du Néolithique moyen (3200-2500 av. J.-C.).
Des pointes de flèches trouvées à proximité de la source du Trébignon attestent également de l'existence d'un campement au Mésolithique.
Les vestiges d'une bourgade romaine ont été découverts au lieu-dit les Andiers. Des pièces de monnaie portant les effigies d'Auguste, Trajan, Commode, Gallien, Constantin Ier et Constance II y ont été découvertes, ce qui signe une époque allant de -27 à 361.
L'existence de Thise est mentionnée dans un acte de 1140.
En 1306, Thise est un fief du seigneur de Montfaucon.
En 1760, Thise apparait sur la carte de Cassini N°145 sous l'orthographe Tise.
En 1808, Thise est cartographiée pour la première fois avec détail dans le cadre du Cadastre Général de la France décidé par le ministre des finances de Napoléon.

## Politique et administration

### Liste des maires
| Période                                  | Période   | Identité          | Étiquette      | Qualité                                                                             |
| ---------------------------------------- | --------- | ----------------- | -------------- | ----------------------------------------------------------------------------------- |
| Maire en 1987                            | 1989      | André Angelot     | app. RPR       | Conseiller général du canton de Marchaux (1982 → 1988)                              |
| 1989                                     | 1995      | Bernard Besançon  |                |                                                                                     |
| juin 1995                                | mars 2001 | Jacques Sifferlin |                |                                                                                     |
| mars 2001                                | mars 2008 | Jacques Maillot   | DVD-UMP        |                                                                                     |
| mars 2008                                | mars 2014 | Bernard Moyse     | DVD            | Retraité                                                                            |
| mars 2014                                | mai 2020  | Alain Loriguet    | UMP → LR       | Cadre CICAS retraité Conseiller départemental du canton de Besançon-4 (2015 → 2021) |
| mai 2020                                 | mai 2022  | Loïc Allain       | DVD            | Cadre BPBFC                                                                         |
| mai 2022                                 | En cours  | Pascal Dériot     | Sans étiquette | Directeur d'établissement public à la retraite                                      |
| Les données manquantes sont à compléter. |           |                   |                |                                                                                     |

## Démographie
L'évolution du nombre d'habitants est connue à travers les recensements de la population effectués dans la commune depuis 1793. Pour les communes de moins de 10 000 habitants, une enquête de recensement portant sur toute la population est réalisée tous les cinq ans, les populations de référence des années intermédiaires étant quant à elles estimées par interpolation ou extrapolation. Pour la commune, le premier recensement exhaustif entrant dans le cadre du nouveau dispositif a été réalisé en 2006.

En 2022, la commune comptait 2 990 habitants, en évolution de −2,57 % par rapport à 2016 (Doubs : +1,88 %, France hors Mayotte : +2,11 %).
| 1793 | 1800 | 1806 | 1821 | 1831 | 1836 | 1841 | 1846 | 1851 |
| ---- | ---- | ---- | ---- | ---- | ---- | ---- | ---- | ---- |
| 455  | 391  | 311  | 398  | 414  | 414  | 393  | 422  | 440  |

| 1856 | 1861 | 1866 | 1872 | 1876 | 1881 | 1886 | 1891 | 1896 |
| ---- | ---- | ---- | ---- | ---- | ---- | ---- | ---- | ---- |
| 428  | 467  | 443  | 425  | 437  | 455  | 460  | 457  | 407  |

| 1901 | 1906 | 1911 | 1921 | 1926 | 1931 | 1936 | 1946 | 1954 |
| ---- | ---- | ---- | ---- | ---- | ---- | ---- | ---- | ---- |
| 423  | 435  | 412  | 363  | 347  | 382  | 398  | 409  | 467  |

| 1962 | 1968  | 1975  | 1982  | 1990  | 1999  | 2006  | 2011  | 2016  |
| ---- | ----- | ----- | ----- | ----- | ----- | ----- | ----- | ----- |
| 667  | 1 000 | 1 615 | 2 554 | 2 856 | 3 036 | 3 225 | 3 168 | 3 069 |

| 2021  | 2022  | - | - | - | - | - | - | - |
| ----- | ----- | - | - | - | - | - | - | - |
| 3 000 | 2 990 | - | - | - | - | - | - | - |

### L'agriculture
La commune se situe à 247 m d'altitude. Thise est passée de 8 à 5 exploitations agricoles de 1988 à 2010. La surface agricole utilisée est de 24 hectares (97 ha en 1988). Il n'y a que des productions avec des animaux herbivores. Par contre, le nombre d'unités gros bétail alimentation totale a augmenté de 40 à 49. Il reste toujours 20 hectares de superficie en herbe d'après les dernières données du recensement agricole de Thise établi en 2010.

## Lieux et monuments
- L'église Saint-Hilaire a été construite en 1827 par l'architecte Maximilien Painchaux. Elle est dotée d'un clocher comtois.
- Notre-Dame de la Libération de Thise et son belvédère.
- Salle des fêtes/gymnase : aussi un lieu culte du village.
- Aérodrome de Besançon-Thise homologué en juin 1933.
- Les fontaines :
  - Fontaine des cygnes créée en 1847 (architecte Percerot)
  - Fontaine de la Vierge
- Station d'épuration créée en 1973[29].

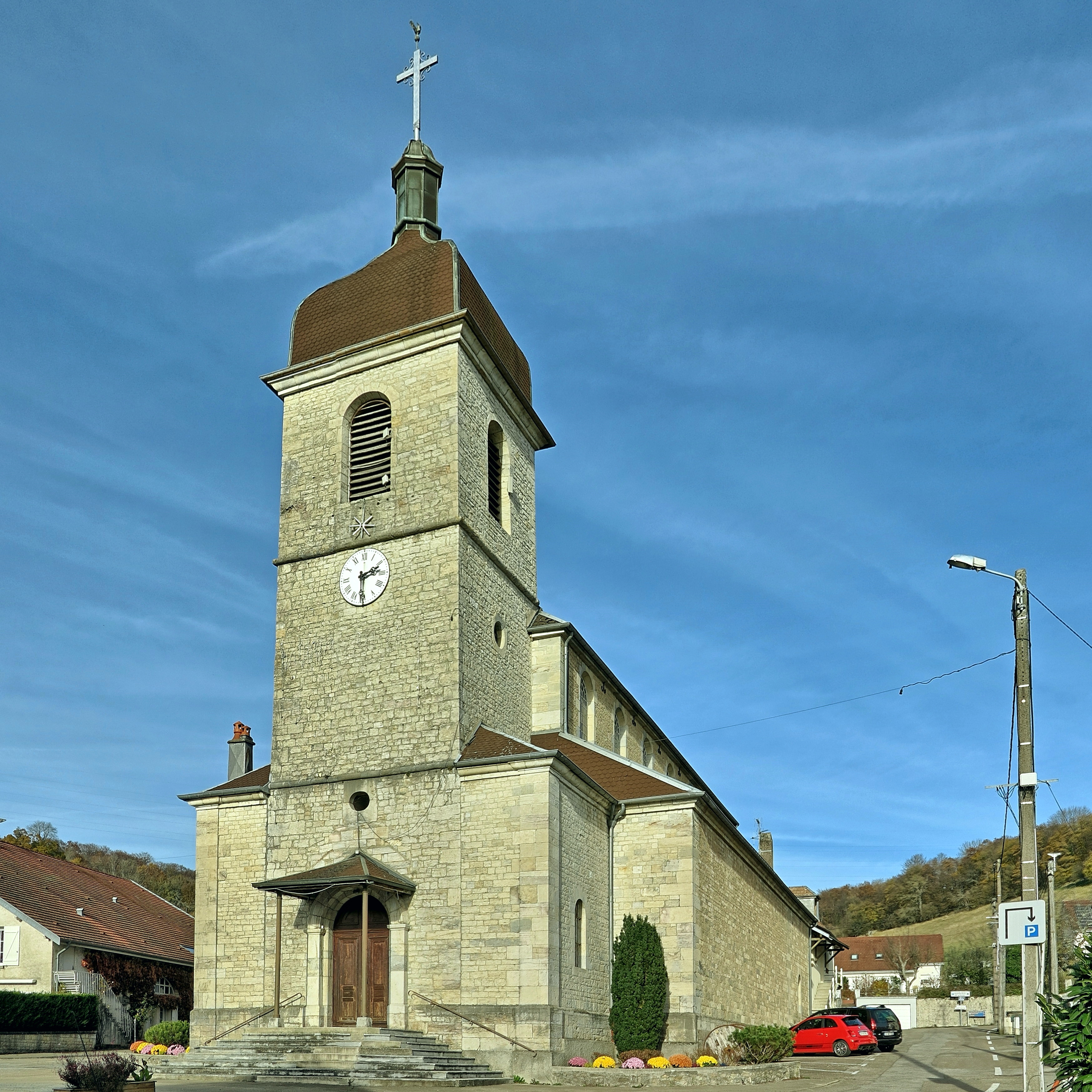
L'église.
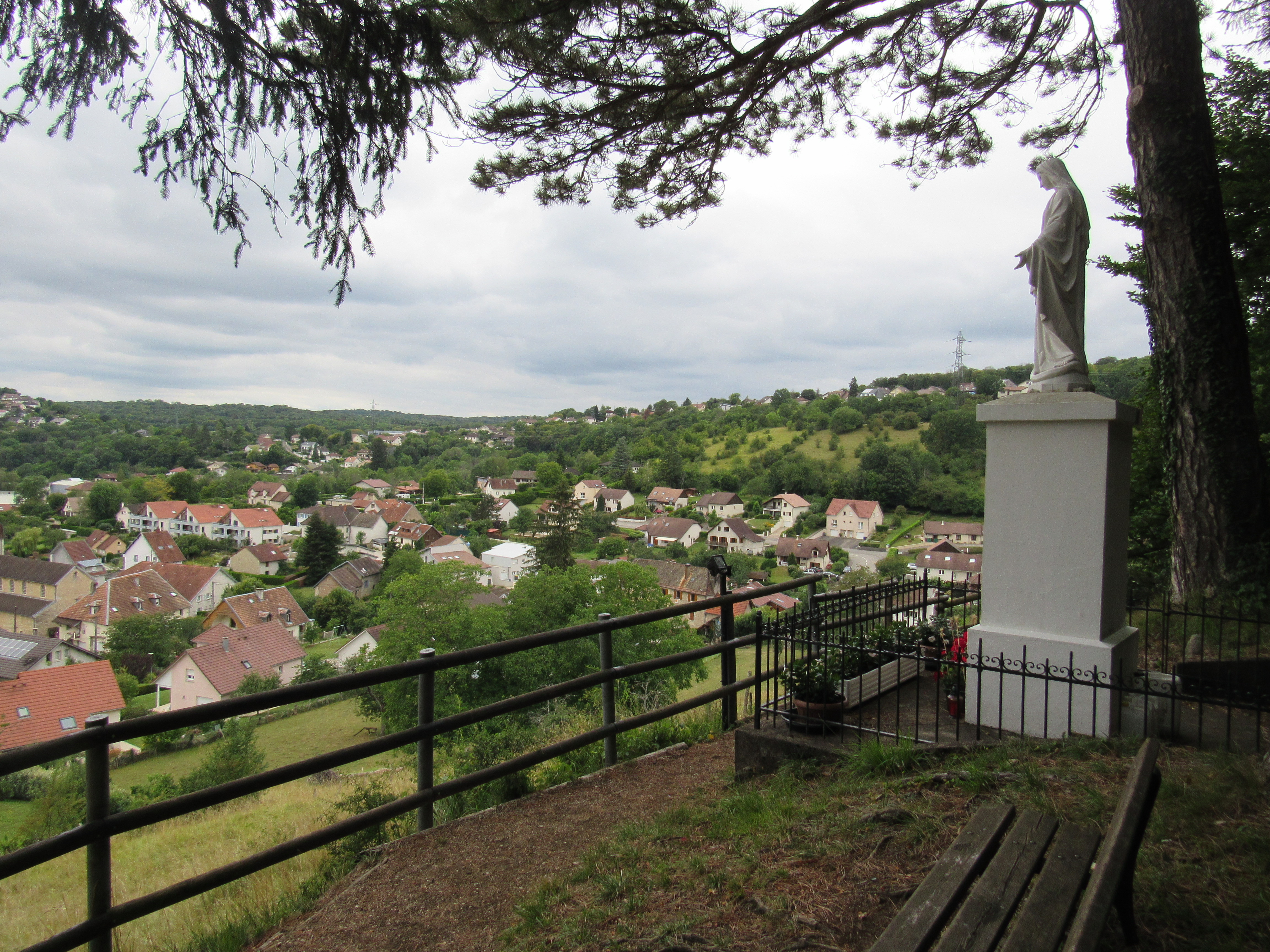
Notre-Dame de la Libération.
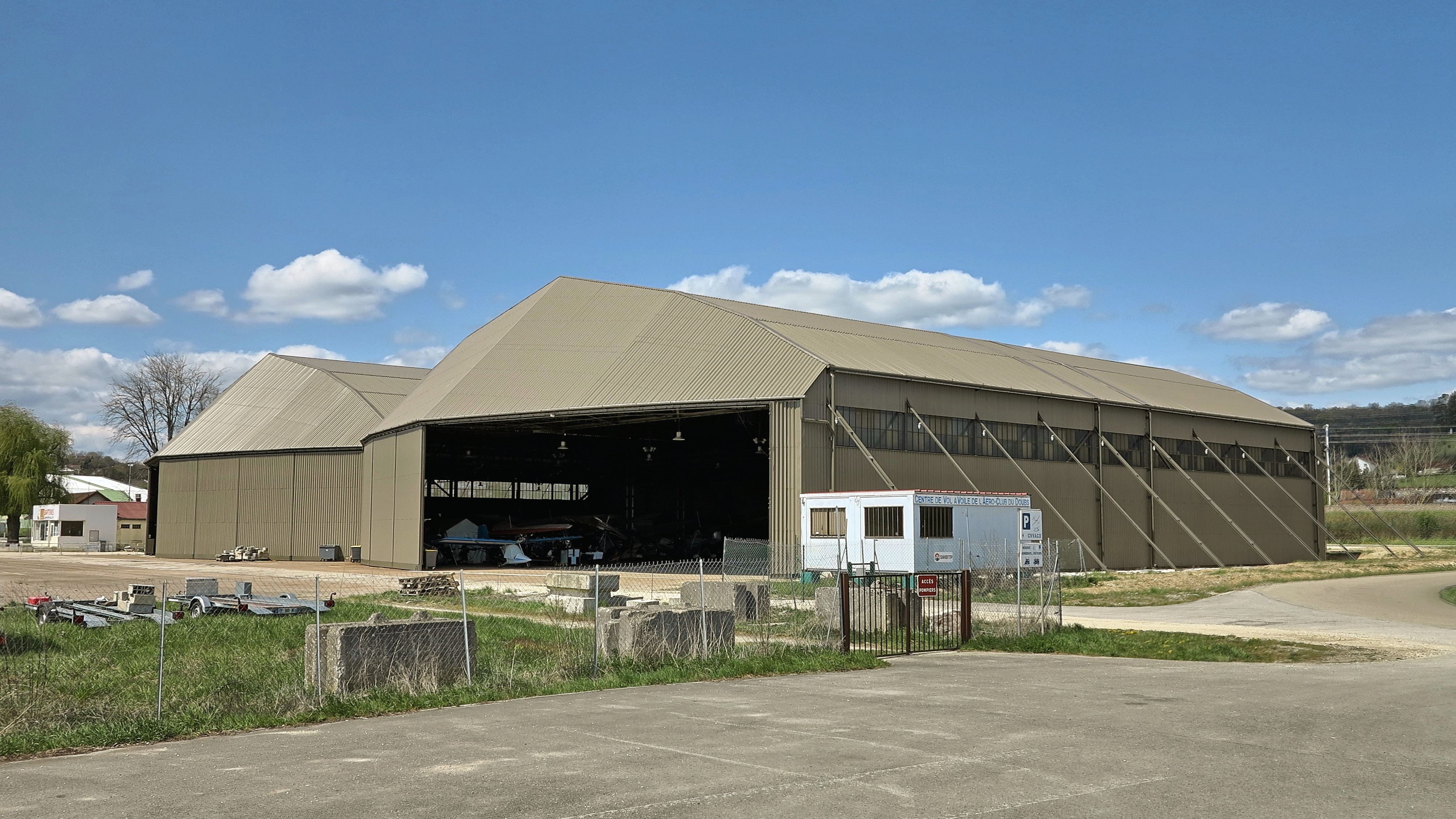
Les hangars rénovés de l'aérodrome.
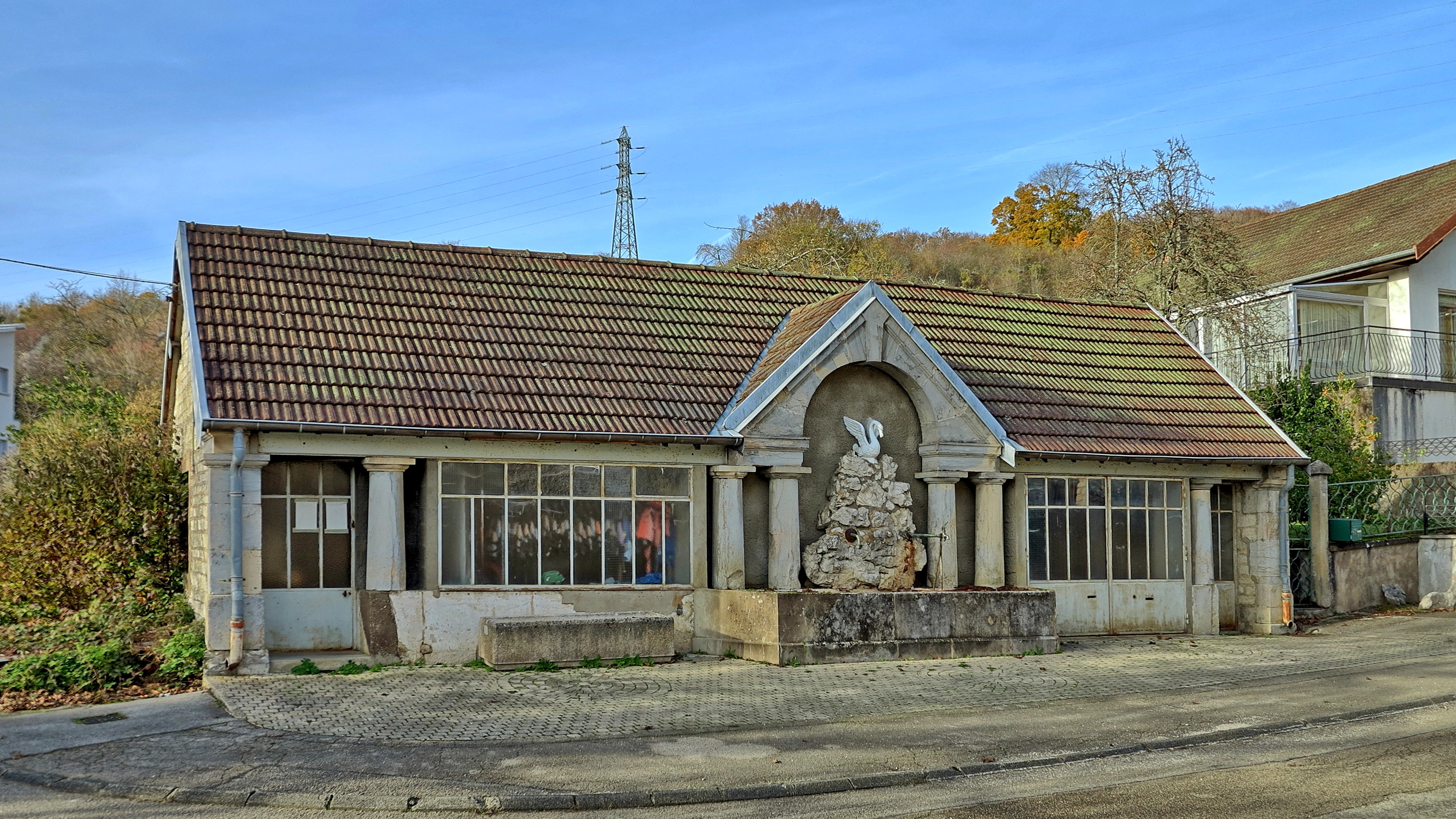
La fontaine au cygne.
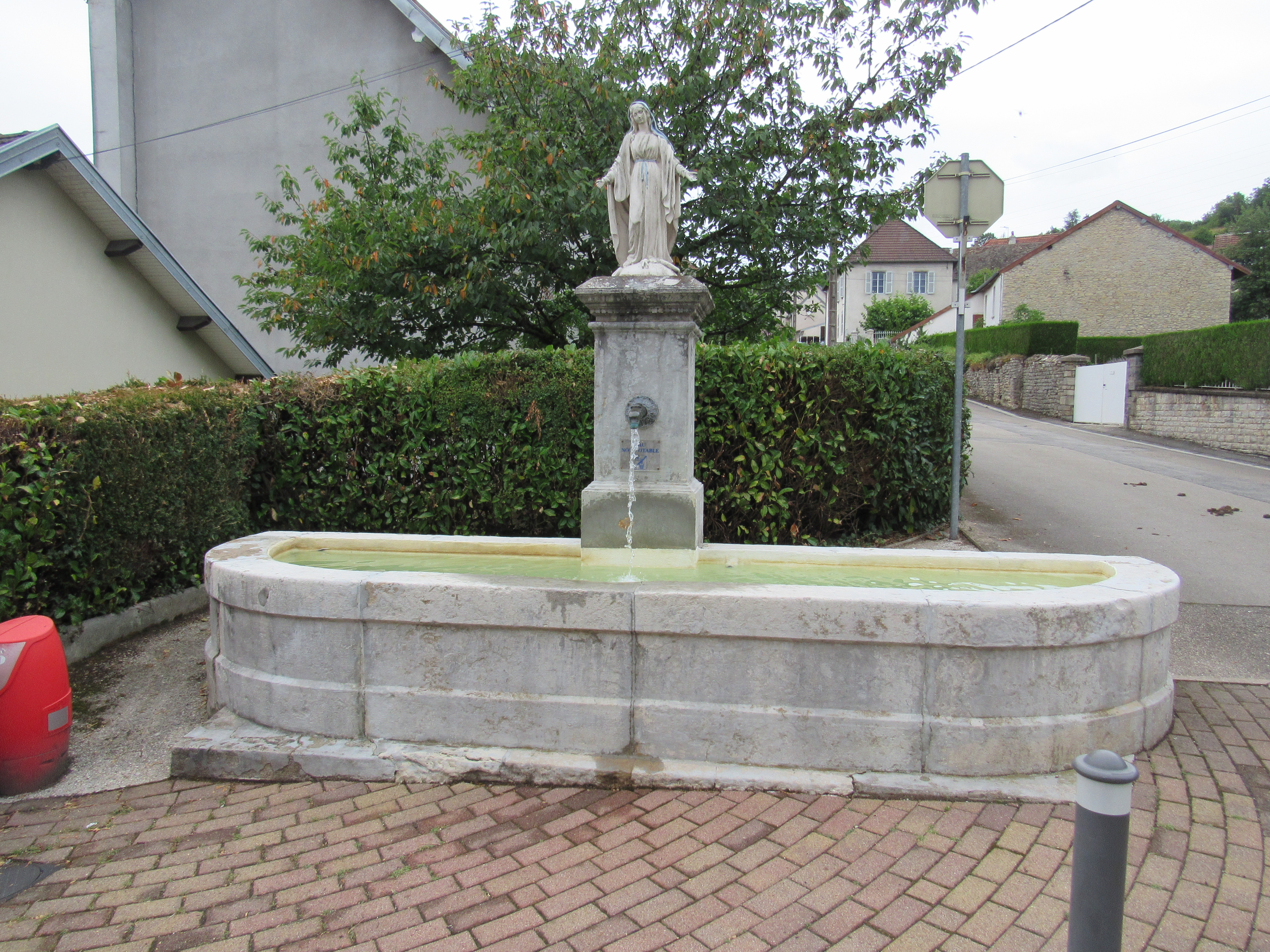
La fontaine de la Vierge.

## Sports
Les sports représentés à Thise sont :
- Le skateboard
- La Gym de Thise
- Le Tir à l'Arc
- Le Tennis
- Football : Thise Chalezeule Football Club (TCFC)
- Cyclisme
- Basket
- Le skatepark de Thise
- Cours d'équitation : centre équestre du Moray[30]

## Héraldique
| Blason de Thise | Blason  | D'argent au soleil non figuré de gueules mouvant de la pointe; vêtu coupé au 1er d'azur chargé de six billettes d'or, ordonnées 2 et 1 de chaque côté, au 2e de sinople plain; le tout sommé d'un chef d'or chargé de l'inscription d'azur « THiSE ». |
| Blason de Thise | Détails | Le statut officiel du blason reste à déterminer. |

## Jumelages
- Partenstein (Allemagne) depuis 1988